# Halit Avcı
Halit Avcı es un deportista turco que compitió en taekwondo. Ganó una medalla de oro en el Campeonato Europeo de Taekwondo de 1984, en la categoría de –48 kg.

## Palmarés internacional
| Campeonato Europeo | Campeonato Europeo | Campeonato Europeo | Campeonato Europeo |
| Año                | Lugar              | Medalla            | Categoría          |
| ------------------ | ------------------ | ------------------ | ------------------ |
| 1984               | Stuttgart (RFA)    | Medalla de oro     | –48 kg             |